# ۵آلفا-آندرست-۲-انه-۱۷-اون
۵آلفا-آندرست-۲-انه-۱۷-اون (به انگلیسی: 5α-Androst-2-ene-17-one) یک ترکیب شیمیایی با شناسه پاب‌کم ۲۳۹۴۲۵ است. 